# Escher Holloway
Escher Holloway (Corvallis, 17 giugno 1987) è un attore statunitense.

## Biografia
Escher Holloway è nato il 17 giugno 1987 a Corvallis, Oregon.  Ha un fratello maggiore, Galen, che lavora nell'industria della musica.
Holloway ha esordito come attore nel 2005 nel cortometraggio Edith. L'anno seguente ha recitato nel suo primo film cinematografico, Chiamata da uno sconosciuto. In seguito ha recitato in diversi altri film come The Tillamook Treasure (2006), Choose Connor (2007), Kush (2007), Getting That Girl (2011), The Secret Lives of Dorks (2013).
Nel 2021, dopo una pausa di otto anni, è tornato a recitare in un cortometraggio.

## Filmografia

### Cinema
- Edith, regia di Jordanna Fraiberg - cortometraggio (2005)
- Chiamata da uno sconosciuto (When a Stranger Calls), regia di Simon West (2006)
- The Tillamook Treasure, regia di Jane Beaumont Hall (2006)
- Un delfino per amico (Eye of the Dolphin), regia di Michael D. Sellers (2006) Non accreditato
- Choose Connor, regia di Lucas Elliot Eberl (2007)
- Kush, regia di York Alec Shackleton (2007)
- Getting That Girl, regia di Nathanael Coffman (2011)
- Love Written in Blood (2012)
- A New York Heartbeat, regia di Tjardus Greidanus (2013)
- The Secret Lives of Dorks, regia di Salomé Breziner (2013)
- Love, Sex and Promotions, regia di Noah Scott - cortometraggio (2013)
- We Won't Forget, regia di Lucas Elliot Eberl ed Edgar Morais - cortometraggio (2021)

### Televisione
- CSI: NY – serie TV, 1 episodio (2010)
- Cutthroat, regia di Bronwen Hughes – film TV (2010)

## Riconoscimenti
- 2014 – NewFilmmakers Los Angeles
  - Nomination Best Performance in a Drama per A New York Heartbeat